# Сеи Фува
Сеи Фува (јап. 不破 整) био је јапански фудбалер.

## Каријера
Током каријере играо је за Васеда ВМВ.

## Репрезентација
Учествовао је и на олимпијским играма 1936.